# 沈涛
沈涛（1958年7月—），男，汉族，安徽岳西人，中华人民共和国军事人物。毕业于南昌陆军学院军事学专业。武警少将警衔。

## 生平
1976年12月入伍。加入中国共产党。曾任营长，武警第93师253团团长，武警第93师副师长。2007年8月，任武警第38师师长。2010年9月，任武警北京市总队参谋长。2010年12月，任武警河南省总队总队长。2014年7月，任武警工程大学校长。2015年9月，卸任。
2011年12月，晋升武警少将警衔。
2013年，当选第十二届全国人民代表大会河南地区代表。2015年11月26日，河南省第十二届人民代表大会常务委员会第十七次会议审议并表决通过了河南省第十二届人民代表大会常务委员会关于接受沈涛辞去十二届全国人大代表职务的决定，根据会议提供的资料显示，沈涛因涉嫌受贿被中国人民武装警察部队军事检察院立案侦查。